# Qatar Television
Qatar Televisión, abreviado como Qatar TV o QTV, es un servicio público de televisión nacional propiedad del Gobierno de Catar, y está gestionado por el organismo Catar Media Corporation. El canal emite varios programas incluyendo noticias, boletines económicos, documentales, programas y entretenimiento religioso.
Lanzado en 1970, QTV fue la primera cadena de televisión en producir y transmitir sus propios programas en el país. En 1974, comenzó la transmisión de emisiones en color. Tenía el monopolio de audiencia de televisión hasta 1993, cuando Catar Cablevisión comenzó a transmitir canales vía satélite. A pesar de la ampliación de la oferta de televisión, Qatar TV sigue siendo popular entre los habitantes locales.